# I Międzynarodowe Klubowe Zawody Spadochronowe Gliwice 1975
 I Międzynarodowe Klubowe Zawody Spadochronowe Gliwice 1975 – odbyły się 22–23 maja 1975. Gospodarzem Mistrzostw był Aeroklub Gliwicki, a organizatorem Sekcja Spadochronowa Aeroklubu Gliwickiego. Patronat nad Zawodami sprawowało Towarzystwo Miłośników Ziemi Gliwickiej. Do dyspozycji skoczków był samolot An-2TD SP-ANW. Skoki wykonywano z wysokości 1000 m i opóźnieniem 0-5 sekund i wykonano 96 skoków.

## Rozegrane kategorie
Zawody rozegrano w dwóch kategoriach spadochronowych:
- Indywidualnie celność lądowania
- Drużynowo celność lądowania.

Źródło: 

## Medaliści
Medalistów I Międzynarodowych Klubowych Zawodów Spadochronowych Gliwice 1975 podano za: Jan Isielenis, Archiwum Sekcji Spadochronowej Aeroklubu Gliwickiego, 1975. Brak numerów stron w książce
| Konkurencja           | Złoto               | Srebro                   | Brąz                 |
| Indywidualnie celność | Jan Bober           | Andrzej Cupiał           | Pavel Gabani         |
| Drużynowo celność     | Aeroklub Gliwicki I | Aeroklub Częstochowski I | Aeroklub Gliwicki II |

## Uczestnicy zawodów
Uczestników I Międzynarodowych Klubowych Zawodów Spadochronowych Gliwice 1975 podano za: Jan Isielenis, Archiwum Sekcji Spadochronowej Aeroklubu Gliwickiego, 1975. Brak numerów stron w książce
W zawodach brało udział 22 zawodników.

1. Jan Bober (Aeroklub Gliwicki)
2. Edward Miler (Aeroklub Gliwicki)
3. Andrzej Grabania (Aeroklub Gliwicki)
4. Andrzej Młyński (Aeroklub Gliwicki)
5. Witold Lewandowski (Aeroklub Gliwicki)
6. Jerzy Hercuń (Aeroklub Gliwicki)
7. Mieczysław Marsula (Aeroklub Gliwicki)
8. Olszewski (Aeroklub Gliwicki)
9. Zdzisław Śliwa (Aeroklub Gliwicki)
10. Henryk Janko
11. Andrzej Gaida (Aeroklub Gliwicki)
12. Andrzej Cupiał (Aeroklub Częstochowski)
13. Ryszard Brycht
14. Ryszard Nadriczny (Aeroklub Gliwicki)
15. Płonka
16. Caputa
17. Raczek
18. Wladislaw Platko (Aeroklub Prešov)
19. Frantisek Podraczky (Aeroklub Prešov)
20. Galova (Aeroklub Prešov)
21. Pavel Gabani (Aeroklub Prešov)
22. Naturalny (Aeroklub Gliwicki).

## Wyniki zawodów
Wyniki I Międzynarodowych Klubowych Zawodów Spadochronowych Gliwice 1975 podano za:Jan Isielenis, Archiwum Sekcji Spadochronowej Aeroklubu Gliwickiego, 1975. Brak numerów stron w książce
W zawodach wzięły udział reprezentacje aeroklubów z dwóch krajów:  Czechosłowacja,  Polska.
Klasyfikacja indywidualna (celność lądowania):
- I miejsce – Jan Bober (Aeroklub Gliwicki)
- II miejsce – Andrzej Cupiał (Aeroklub Częstochowski)
- III miejsce – Pavel Gabani (Aeroklub Prešov).

Klasyfikacja drużynowa:
- I miejsce – Aeroklub Gliwicki I
- II miejsce – Aeroklub Częstochowski I
- III miejsce – Aeroklub Gliwicki II.